# Friedrich Daniel von Recklinghausen
Friedrich Daniel von Recklinghausen (Gütersloh, 2 de dezembro de 1833 — Estrasburgo, 26 de agosto de 1910) foi um patologista alemão.

## Biografia
Von Recklinghausen foi filho do professor de escola primária e sacristão Friedrich Christoph von Recklinghausen (1805 - 1849)  e de Friederike Charlotte. Seu pai descende de uma família aristocrática antiga. Sua mãe morreu logo após seu nascimento.
Friedrich Daniel von Recklinghausen frequentou a escola primária em Gütersloh, onde seu pai lecionou, depois foi para uma escola secundária em Bielefeld, onde completou o ensino secundário em 1852. De 1852 a 1855, estudou medicina na Universidade de Bonn, onde foi membro da Fraternidade Alemannia Bonn, na Universidade de Würzburgo e na Universidade Humboldt de Berlim.
Em agosto 1855, com apenas 22 anos, doutorou-se com uma tese sobre "As teorias de pyemia", um envenenamento do sangue. Ele então estudou durante três semestres Anatomia Patológica na Rudolf Virchow. Em 1858 seguiu a sua habilitação. Entre 1858 e 1864 foi assistente no Instituto de Patologia, em Berlim.
Em 1865 ele conseguiu ser o primeiro professor no Departamento de Anatomia Patológica na Albertina de Königsberg. O tema do seu discurso inaugural foi "De articulorum liberis corporibus". Em Königsberg ele conheceu sua futura esposa, Marie Jacobson (1846-1918), filha de Jacob, um médico judeu de Jacobson Brown Mountain (Ostpr.). De 1866 a 1872, von Recklinghausen foi professor da Universidade de Würzburg, onde continuou suas pesquisas sobre a piemia. Como assistente ele serviu a Emil Ponfick.
Em 1867 teve o primeiro de seus cinco filhos: Heinrich Jacob von Recklinghausen, que mais tarde ganhou uma reputação como um médico pesquisador da pressão arterial e filósofo.
Em 20 de Abril de 1872 Friedrich mudou-se para Estrasburgo. Lá, em 1877 ele foi reitor no Departamento de Patologia, e também foi membro da Academia Prussiana de Ciências. Em 1883 foi eleito reitor da universidade. Em 1906 ele se aposentou.
No pátio da Universidade de Anatomia de Estrasburgo, após sua morte, um busto de mármore foi construído como um memorial.

## Pesquisa
Von Recklinghausen foi o primeiro envolvido na hemocromatose e introduziu este termo técnico da medicina. Em 1862 mostrou que os "Bindegewebsräume" são drenados pelos vasos linfáticos e estão nas mesmas células amebóides (macrófagos), 
atribuindo então aos leucócitos corretos. Ele explicou o método de coloração pela prata para a detecção de ligações celulares e criou as bases para os trabalhos posteriores de Julius Friedrich Cohnheim (1839-1884), que era na época um jovem assistente, para a migração de leucócitos e inflamações.
Em Würzburg, pela primeira vez, demonstrou a importância das lesões bacteriana dos vasos sanguíneos. Em Estrasburgo, ele lidou principalmente com a patologia do sistema cardiovascular. Em 1881 ele escreveu um clássico artigo sobre neurofibromatose, a neurofibromatose tipo 1 (Neurofibromatose Recklinghausen, Recklinghausen).